# Jacek Poniedziałek
Jacek Poniedziałek (ur. 6 sierpnia 1965 w Krakowie) – polski aktor teatralny, filmowy i telewizyjny, reżyser teatralny oraz tłumacz.

## Wczesne lata
Urodził się w Krakowie jako najmłodsze z czworga dzieci. Wychowywał się w krakowskiej dzielnicy Olsza II z dwoma starszymi braćmi, Bolesławem (ur. 1954, zm. 2014; był alkoholikiem) i Józefem (ur. 1956, zm. 1976 w wieku 20 lat; miał wadę serca i garb), oraz starszą siostrą Anną (ur. 1964). Kiedy miał cztery lata, zmarł jego ojciec, który był zawodowym kelnerem w Hotelu Francuskim. Jego matka pracowała w sklepie, a potem na trzy zmiany w hucie szkła.
W Szkole Podstawowej nr 95 im. Władysława Broniewskiego w Krakowie występował na akademiach. Na początku lat 80. fascynował się zespołem Maanam i był fanem Kory, z którą się zaprzyjaźnił kiedy miał 17 lat. Jako nastolatek dorabiał u sąsiadów, którzy mieli pole pod Krakowem, gdzie uprawiali warzywa. Ukończył szkołę zawodową i trzyletnie Technikum Łączności w Krakowie, gdzie założył z kolegami teatr, w którym wystawili Zwierzęta hrabiego Cagliostro Andrzeja Bursy. Będąc w klasie maturalnej, zajął drugie miejsce w ogólnopolskim konkursie recytatorskim, po czym postanowił zdawać na Wydział Aktorski do krakowskiej Państwowej Wyższej Szkoły Teatralnej, którą ukończył w 1990 i obronił dyplom aktorski dzięki roli Waltera w spektaklu Roberta Musila Szkice z „Człowieka bez właściwości” w reżyserii Krystiana Lupy z Krzysztofem Głuchowskim i Anną Radwan. Jego wykładowcami byli też: Jan Peszek, Krzysztof Globisz i Jerzy Stuhr. Podczas studiów warsztatem z Białych nocy Dostojewskiego rozpoczęła się stała współpraca Poniedziałka z Krzysztofem Warlikowskim.

## Kariera teatralna
Na początku swojej kariery występował w krakowskim Teatrze KTO. Po studiach, w latach 1990–1992 był związany z Teatrem im. Juliusza Słowackiego, gdzie można go było zobaczyć w przedstawieniach: Apokryf wigilijny (1990) w reż. Marka Fiedora, Obóz wszystkich świętych (1991) Tadeusza Nowakowskiego w reż. Mikołaja Grabowskiego i Burza (1992) Williama Szekspira w reż. Jerzego Golińskiego.
W latach 1992–1997 pracował w Teatrze Starym w Krakowie, gdzie został dostrzeżony w roli Pedra Velsqueza w Rękopisie znalezionym w Saragossie (1992) Jana Potockiego w reż. Tadeusza Bradeckiego i otrzymał wyróżnienie na 28. Opolskich Konfrontacjach Teatralnych w Opolu. Na deskach Starego Teatru grał Hrabię w Markizie O. (1993) Heinricha von Kleista w reż. Krzysztofa Warlikowskiego, Leona w Śnie srebrnym Salomei (1993) Juliusza Słowackiego w reż. Jerzego Jarockikiego, Olivera w Jak wam się podoba (1993) Szekspira w reż. Tadeusza Bradeckiego, przechodnia w Reformatorze (1995) Mykoły Kulisza w reż. Rudolfa Zioła, diabła, ducha nocnego i Satyra w Dziadach – dwunastu improwizacjach (1995) Adama Mickiewicza w reż. Jerzego Grzegorzewskiego oraz Małpy i Pana Młodego w Peer Gyncie (1996) Henryka Ibsena w reż. Marka Fiedora. Został też zaangażowany przez niemiecką reżyser Karin Beier do inscenizacji Snu nocy letniej w teatrze w Düsseldorfie.
W 1997 Jerzy Grzegorzewski zatrudnił młodego aktora do Teatru Narodowego, gdzie wystąpił jako Satyr drugi w Nocy listopadowej Stanisława Wyspiańskiego otwierającej odbudowaną scenę oraz w wybitnym Ślubie (1998) Gombrowicza w reż. Grzegorzewskiego i Saragossie (1998) Jana Potockiego w reż. Tadeusza Bradeckiego. W Teatrze Studio im. Witkiewicza wystąpił w roli Karola w Zachodnim wybrzeżu (1998) Bernarda-Marie Koltesa w reż. Warlikowskiego i w Talk Radiu (1999) Erica Bogosiana w reż. Jacka Orłowskiego.
W latach 1999–2006 występował w warszawskim TR Warszawa (wcześniej Teatr Rozmaitości) w inscenizacjach Warlikowskiego. Grał tytułowego duńskiego księcia w Hamlecie (1999) Szekspira, Penteusza w Bachantkach (2001) Eurypidesa, Roda w Oczyszczonych (2001) Sarah Kane i Stefana w Burzy (2003) Szekspira, Hejnecha/Samuela Kernera w Dybuku (2003) Szymona An-skiego i Hanny Krall, tytułową postać w Krumie (2005) Hanocha Levina i Louisa Ironsona w Aniołach w Ameryce (2007) Tony’ego Kushnera. U Krystiana Lupy w Stosunkach Klary (2003) Dei Loher był Georgiem, a u Grzegorza Jarzyny w 2007: Macbeth (2007) wg Szekspira grał Lenoxa.
W 2008 otrzymał angaż w Nowym Teatrze w Warszawie, gdzie grał w kolejnych przedstawieniach Warlikowskiego, takich jak (A)pollonia (2009), Koniec (2010), Opowieści afrykańskie według Szekspira (2011), Kabaret Warszawski (2013), Francuzi (2015) czy Wyjeżdżamy (2018), Krzysztofa Garbaczewskiego: Życie seksualne dzikich (2011), re//mix Miron Be (2011) i Uczta (2018) oraz Michała Borczucha: Apokalipsa (2014) i Zew Cthulhu (2017) H.P. Lovecrafta. Gościnnie wystąpił w Teatrze Polskim w Poznaniu jako Donald w K. (2017) Pawła Demirskiego w reż. Moniki Strzępki. Jego rolę francuskiego socjologa Didiera Eribona w koprodukcji Teatru Łaźnia Nowa w Krakowie i Nowego Teatru w Warszawie Powrót do Reims (2020) w reż. Katarzyny Kalwat, prezentowanej w ramach Międzynarodowego Festiwalu Teatralnego Boska Komedia, oceniono jako jedną z najlepszych w karierze i przyznano mu nagrodę w plebiscycie „O!Lśnienia 2021” w kategorii „teatr”, przyznawaną przez Onet.pl i Kraków.
Na swoim koncie ma spektakle we własnej reżyserii. Wyreżyserował m.in. Enter. Slamowana i śpiewana historia miłosna między dwoma mężczyznami, których dzieli bardzo wiele (2010) wspólnie z Anną Smolar w Nowym Teatrze w Warszawie, Osamę bohatera (2011) w warszawskim Teatrze IMKA, sztuki Tennessee Williamsa – Szklana menażeria (2014) w opolskim Teatrze im. Jana Kochanowskiego i Kotka na gorącym blaszanym dachu (2013) w Teatrze Ludowym w Krakowie oraz Kto się boi Virginii Woolf? (2016) Edwarda Albee’ego w Teatrze „Polonia”.

## Role ekranowe
Zadebiutował na ekranie w roli Aleka, człowieka Marcusa (Andrzej Precigs) w filmie sensacyjnym Stanisława Kuźnika Moja Angelika (1999). Na szklanym ekranie pojawił się jako Rafał Lubomski, były partner Marty Mostowiak (Dominika Ostałowska) w operze mydlanej TVP2 M jak miłość (2000–2008).
W 2005 w plebiscycie Trendy „Elle” otrzymał nagrodę dla „najlepszego aktora”. Wystąpił w teledysku zespołu Łzy do piosenki „Gdybyś był” (2006) oraz jako ksiądz w wideoklipie formacji Czerwone Świnie „Parafiańszczyzna” (2019).
Jesienią 2008 uczestniczył w czwartej edycji programu telewizji Polsat Jak oni śpiewają. Odpadł w siódmym odcinku, zajmując 10. miejsce.
Powrócił na kinowy ekran w czarnej komedii Borysa Lankosza Rewers (2009), dramacie wojennym Jerzego Hoffmana 1920 Bitwa warszawska (2011) jako Józef Haller, filmie Grzegorza Królikiewicza Sąsiady (2014), dreszczowcu Lankosza Ziarno prawdy (2015), dramacie Katarzyny Rosłaniec Szatan kazał tańczyć (2016) i filmie Serce miłości (2017). W dramacie Krzysztofa Zanussiego Eter (2018) zagrał główną rolę doktora, lekarza mieszkającego w Cesarstwie Rosyjskim, który po oskarżeniu o próbę morderstwa i gwałtu na młodej pacjentce w ostatniej chwili zostaje uratowany przed karą śmierci i zesłany na Syberię.

## Przekłady
Jego ważną dziedziną zainteresowań stały się przekłady i adaptacje. Na potrzeby polskich premier przetłumaczył z języka angielskiego reżyserowane przez Krzysztofa Warlikowskiego sztuki takie jak: Oczyszczeni Sarah Kane (2001), Krum (2005) Hanocha Levina, Anioły w Ameryce (2007) Tony’ego Kushnera, Tramwaj (2010) Tennessee Williamsa czy Koniec (2010) wg Nickel Stuff Bernarda-Marie Koltèsa. Przekładał też inne dramaty, które grane były w wielu teatrach i drukowane w miesięczniku „Dialog”. W 2012 został wydany w jego tłumaczeniu zbiór Tramwaj zwany pożądaniem i inne dramaty Tennessee Williamsa, a w 2013 – Tango. Powrót do dzieciństwa w szpilkach, autobiografia osoby transgender Justina Viviana Bonda, postaci, którą grał w Kabarecie Warszawskim (2013) w reż. Warlikowskiego.

## Życie prywatne
W 2005 dokonał publicznego homoseksualnego coming outu. „Jako nastolatek miałem dziewczynę i chciałem być heteroseksualistą. Czułem, że będę homoseksualistą, z którego wszyscy będą się śmiać, którego będą poniżać. Pierwotnie traktowałem swój homoseksualizm jako rodzaj fanaberii, wmawiałem sobie, że to przejdzie” – wyznał w wywiadzie dla Onet.pl. Był w 16-letnim związku z reżyserem Krzysztofem Warlikowskim.
W grudniu 2019 wziął udział w kampanii społecznej „Nie wstydź się” i sesji zdjęciowej do kalendarza magazynu „Replika”.

## Filmografia
- 1999: Moja Angelika jako Alek
- 2003–2008: M jak miłość jako Rafał Lubomski
- 2001–2002: Marzenia do spełnienia jako kreatywny w agencji
- 2003: Przemiany jako Snaut
- 2004: Trzeci jako Paweł
- 2005: Magda M. jako Rafał Żywiecki
- 2007: Ekipa jako Wojciech Wandurski, poseł Konwentu
- 2008: Boisko bezdomnych jako ksiądz
- 2008: Hela w opałach jako Eryk Krzyżanowski
- 2008: Izolator (Warsaw Dark) jako Remik
- 2008: 39 i pół jako Kundel
- 2009: Na Wspólnej jako Nowicki
- 2010: Klub szalonych dziewic jako Jan Szwarc
- 2011: 1920 Bitwa warszawska jako Józef Haller
- 2011: Hotel 52 jako iluzjonista Szymon (odc. 25)
- 2012: Prawo Agaty jako Wroński (odc. 7)
- 2014: Na krawędzi 2 jako doktor Jakub Rokosz
- 2014: Obce ciało jako dziennikarz
- 2015: Ziarno prawdy jako Klejnocki
- 2015: Krew z krwi 2 jako „Holender”
- 2015: Pakt jako Daniel Grodecki
- 2016: Szatan kazał tańczyć jako ojciec Karoliny
- 2016: Artyści jako ksiądz na pogrzebie Aliny (odc. 7)
- 2017: Serce miłości jako Wojciech Bąkowski
- 2018: Druga szansa jako Marek Strzałkiewicz
- 2018: Eter jako Doktor
- 2019: Ja teraz kłamię jako Były
- 2019: Pod powierzchnią jako mecenas Kot
- 2021: Chyłka Inwigilacja jako Messer
- 2021: Hiacynt jako dygnitarz
- 2022: Zachowaj spokój[14] jako Natan
- 2022: Jezioro słone jako Filip
- 2023: Operacja Soulcatcher jako profesor Witold Mazur
- 2023: BringBackAlice jako lekarz (odc. 1)
- 2024: Udar jako Jacek Trocki „Gruby”
- 2024: Bokser jako SB-ek Henryk
- 2025: Aniela jako Jan Krajewski

## Teatr Telewizji
- Koriolan (1995) jako Obywatel
- Sędziowie (1995) jako Nauczyciel
- Sklep z zabawkami (1996) jako Krętacz
- Historia (1998) jako Wieniawa
- Pies ogrodnika (1998) jako Tristan
- Skowronek (1999) jako Karol
- Sesja Kastingowa (2002)
- Hamlet (2003) jako Horacy
- Ameryka, część druga (2005) jako Carl
- Krum (2007) jako Krum
- Burza (2008)
- O prawo głosu (2008) jako Thomas J. Betts